# Scotiabank (Uruguay)
Scotiabank Uruguay es una institución financiera privada de Uruguay con sede en Montevideo, propiedad del grupo canadiense Scotiabank. Es considerado como uno de los cuatro mayores bancos del Uruguay.

## Antecedentes
En el año 2003 es fundado el denominado Nuevo Banco Comercial Uruguay, a modo de heredero del antiguo Banco Comercial, que originalmente había sido fundado en 1857 y liquidado como consecuencia de la crisis bancaria de 2002.
En 2011, la empresa canadiense Scotiabank adquirió al entonces Nuevo Banco Comercial SA, al cual, en el año 2014 culminaría de fusionar.